# バケットホイールエクスカベーター

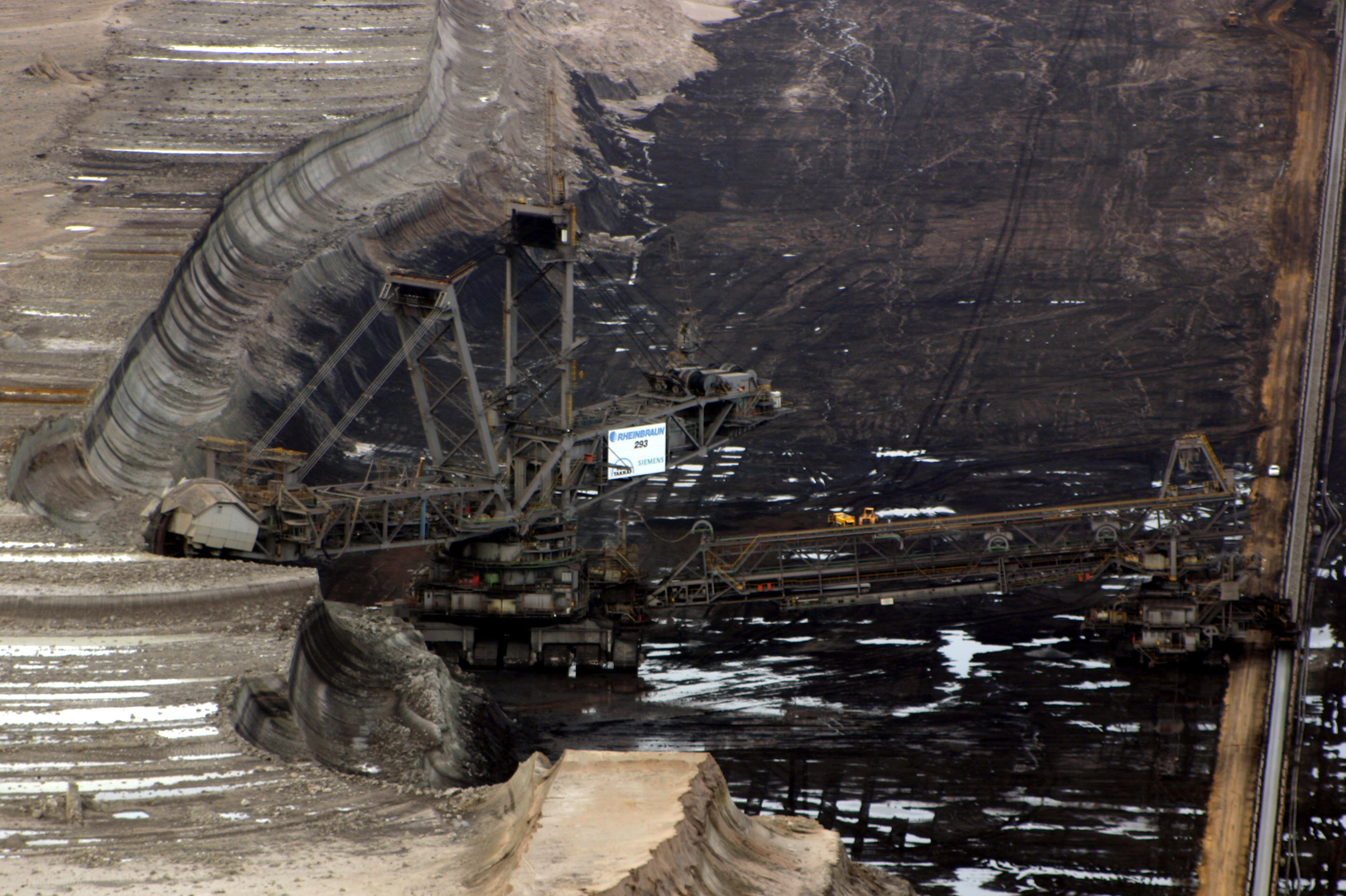
ハンバッハ炭鉱で稼働するBagger293

バケットホイールエクスカベーター（ドイツ語: Schaufelradbagger 英語: Bucket Wheel Excavator、BWE）は、露天採掘に用いられる大型建設機械の名称。
長いアーム先端に回転式の巨大なホイールがついており、ホイールの外側に複数の掘削バケットがついている。採掘したい場所にこのホイールを押しあてて回転させ、表土の鉱物を大量に削り取る。BWEにはアームの中にベルトコンベアが通され、採掘された鉱物はこのベルトに送られる。またBWE単体では使用されず、粉砕、散布、堆積など複数の機器の組み合わせによって運用される。下部には無限軌道が装備されており、移動しながら連続的な採掘を可能にした点が大きな特徴である。旧東ドイツ人民公社（Volkseigener Betrieb、略称VEB）のひとつであったタクラフ（TAKRAF 現:Tenova TAKRAF）社が製造した「Bagger 293」は人類史上最大の自走機械としてギネス世界記録にも登録されている。

## 歴史
バケットホイール掘削機は過去1世紀にわたり使用されており、1920年代にはいくつかの製造会社が起業している。全体的なコンセプトの変更は行われていない一方、そのサイズは1978年にSRs 6300とBagger288ができてから劇的に成長しており、1995年に製作されたBWE「Bagger 293」はその全長225メートル、全高96メートル、総重量14,200トンにも及ぶ。バケットホイールの直径は21.6メートルであり、取り付けられた18個のバケットそれぞれが6.6立方メートル（m³）の鉱物を削り出し保持できる他、マイナス45度の過酷な寒冷地でも稼動できるよう設計されている。近年、開発担当者は自動化と使用電力へ、その焦点を当てている。

## BWEの構造
掘削バケットが取り付けられたカッティングホイール、それを支えるホイールブーム、カウンターウェイトが取り付けられた上部構造物となるブーム、下部の無限軌道、搬送ブーム、採掘した鉱物を流すコンベアによって構成されている。また初期型バケットは可動式であったが、新型は固定式へと変更されている。

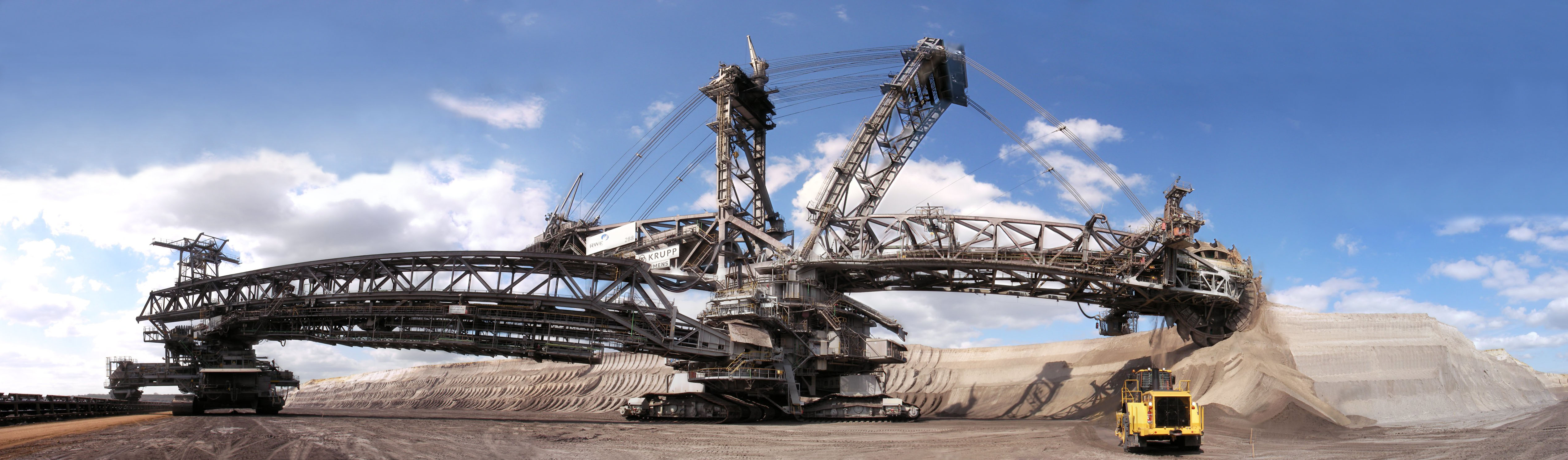
Bagger288

## 性能諸元
| 概要/名称      | Bagger 259      | Bagger 260       | Bagger 262             | Bagger 285             | Bagger 287       | Bagger 288             | Bagger 293       | Bagger 261             | Bagger 255      |
| 製造年         | -               | 1962             | 1966                   | 1975                   | 1976             | 1978                   | 1995             | 1961                   | 1954            |
| 乗員           | 5               | 4                | 4                      | 4                      | 4                | 4                      | 5                |                        | 4               |
| 総重量         | 7800 t          | 7800 t           | 7386 t                 | 13500 t                | 14000 t          | 12840 t                | 14200 t          |                        | 5900 t          |
| 総採掘量       | 110,000 m³ / 日 | 110,000 m³ / 日  | 110,000 m³ / 日        | 200,000 m³ / 日        | 200,000 m³ / 日  | 240,000 m³ / 日        | 240,000 m³ / 日  |                        | 110,000 m³ / 日 |
| 全長           | 210 m           | 195 m            | 195 m                  | 210 m                  | 225 m            | 220 m                  | 225 m            | 220 m                  | 210 m           |
| 全高           | 70 m            | 67 m             | 67 m                   | 92 m                   | 95 m             | 96 m                   | 96 m             | 60 m                   | 66 m            |
| シャーシ幅     | 31 m            | 31 m             | 31 m                   | 45 m                   | 45 m             | 45 m                   | 45 m             |                        |                 |
| キャタピラ数   | 12              | 12               | 12                     | 12                     | 12               | 12                     | 12               |                        |                 |
| 定格出力       | 9,478 kW        | 9,478 kW         | 9,500 kW               | 16,560 kW              | -                | 16,560 kW              | -                |                        |                 |
| 移動速度       | 2-8 m / 分      | 2-10 m / 分      | 2-10 m / 分            | 2-10 m / 分            | 2-10 m / 分      | 2-10 m / 分            | 2-10 m / 分      |                        |                 |
| 最小曲線半径   | 50 m            | 50 m             | 50 m                   | 50 m                   | -                | 50 m                   | 50 m             |                        |                 |
| 接地圧         | 12.3 N/cm²      | 12.3 N/cm²       | 12.0 N/cm²             | 18.0 N/cm²             | -                | 17.1 N/cm²             | -                |                        |                 |
| ホイール直径   | 17.3 m          | 17.3 m           | 17.3 m                 | 21.6 m                 | 21.6 m           | 21.6 m                 | 21.6 m           |                        | 17.0 m          |
| バケット数     | 10              | 10               | 10                     | 18                     | 18               | 18                     | 18               |                        | 10              |
| バケット採掘量 | 2.6 m³          | 2.6 m³           | 2.6 m³                 | 6.6 m³                 | -                | 6.6 m³                 | 6.6 m³           |                        | 5.3 m³          |
| ホイール出力   | 2 x 750 kW      | 3 x 630 kW       | 3 x 570 kW             | 4 x 630 kW             | -                | 4 x 840 kW             | 3 x 1680 kW      |                        |                 |
| 設置場所       |                 | ハンバッハ採掘場 | ガルツヴァイラー採掘場 | ガルツヴァイラー採掘場 | ハンバッハ採掘場 | ガルツヴァイラー採掘場 | ハンバッハ採掘場 | ガルツヴァイラー採掘場 | インデン採掘場  |

## Bagger 288

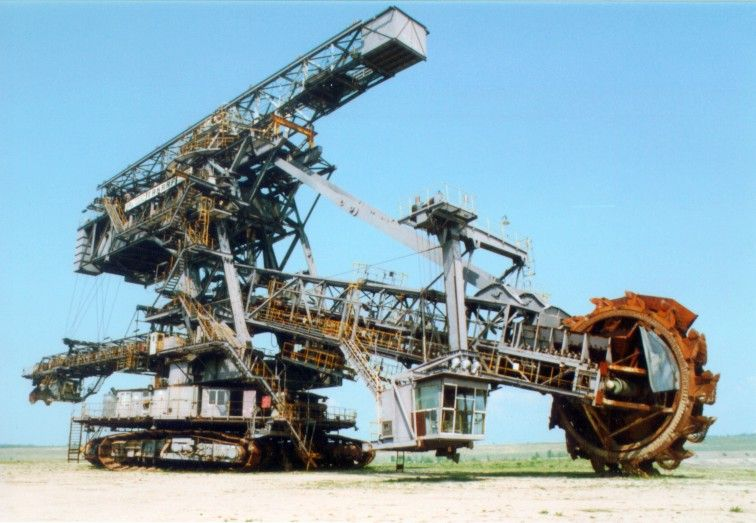
ドイツ・デッサウ近郊の野外産業博物館「フェロポリス」に展示されているバケットホイール・エクスカベーター

Bagger 288はドイツのクルップ社が開発製造し、建造に5年の歳月をかけ1978年に完成した。全長220m、全高96m、総重量1万2340トンであり、規模において当時世界一だったNASAのロケット運搬装置を超えた（クルップと別に製造された1976年に完成したBagger 287が全長と重量で上回るが、名目出力と高さは、288が上である。Bagger 293はすべての点で288より勝る）。動力は全て外部電力で、定常運転時は16MWもの電力が必要である。操作には5人が必要で、そのためトイレや台所も完備している。直径21.6mのホイールには18個のバケットが付いており、一つのバケットあたり6.6立方メートルの容積がある。これによって一日に24万トンもの採掘が可能。移動速度は最大分速10mであり、12本の無限軌道で動く。
2001年2月にドイツ西部の褐炭露天掘り鉱山・ハンバッハ炭鉱から、3週間かけて22km先のガルツヴァイラー炭鉱まで移動した。移動には1500万マルクと70人の作業員を要した。